# Gan Golan
Pour les articles homonymes, voir Golan.
Gan Golan est un auteur de comics né en 1973.

## Biographie
Gan Golan est né en 1973. Il a écrit plusieurs comics en collaboration avec Erich Origen :  Good night Bush, The adventures of an unemployed man (dessiné par Ramona Fradon et Rick Veitch) et Don’t let the Republican drive the bus. Il a aussi dessiné des affiches pour des chanteurs comme Ben Harper, Henry Rollins, Nick Cave ou Willie Nelson. En 2003, lors d'une manifestation pacifique à Miami, il est arrêté et frappé par la police mais lors du procès, des images tournées par un passant amènent le juge à le déclarer innocent des charges qui pesaient contre lui. Il a publié en novembre 2018 Goodnight Trump: A Parody qui est de nouveau une collaboration avec Erich Origen.

## Opinions politiques
Gan Golan a participé à l'occupation de Wall Street et s'est engagé plusieurs fois contre le système capitaliste américain.  Il est titulaire d'une thèse dont le sujet est la militarisation de la police américaine.